# اسماعیل‌آقامحله
اسماعیل اقامحله، روستایی است از توابع بخش مرکزی شهرستان نکا در استان مازندران ایران.
این روستا در جوار رودخانه ی نکارود قرار دارد
و از طبیعت سرسبز و بکری برخوردار است
این روستا در نزدیکی سیلوی گندم شهر و همچنین در جوار ایستگاه راه آهن سراسری شهرستان نکا قرار دارد
شغل بیشتر مردم اسماعیل آقا محله کشاورزی و باغداری است.

## جمعیت
این روستا در دهستان قره‌طغان قرار دارد و براساس سرشماری مرکز آمار ایران در سال ۱۳۸۵، جمعیت آن ۶۳۱ نفر (۱۵۷خانوار) بوده‌است.